# Elitserien i baseboll 2004
Elitserien i baseboll 2004 var den för 2004 års säsong högsta serien i baseboll i Sverige. Totalt deltog 8 lag i serien och alla spelade mot varandra tre gånger, vilket gav totalt 21 omgångar. Utöver detta spelade varje lag ytterligare en omgång mot tre av lagen i serien, vilket gjorde att alla lag i Elitserien 2004 spelade totalt 24 matcher. De fyra främsta avancerade vidare till slutspel, de två lägst placerade gick till kvalserien.

## Sluttabell
Tranås och Rättvik hamnade på samma vinstprocent, men Tranås var bättre i inbördes möten med 2-1 i matcher. Även Karlskoga och Sundbyberg hamnade på samma vinstprocent, där var Karlskoga bättre med 3-0 i matcher.
| Nr | Lag                  | Matcher | Vunna | Förlorade | Vinstprocent |
| -- | -------------------- | ------- | ----- | --------- | ------------ |
| 1  | Leksand Lumberjacks  | 24      | 20    | 4         | 0.833        |
| 2  | Karlskoga Bats       | 24      | 16    | 8         | 0.667        |
| 3  | Sundbyberg Heat      | 24      | 16    | 8         | 0.667        |
| 4  | Tranås               | 24      | 14    | 10        | 0.583        |
| 5  | Rättvik Butchers     | 24      | 14    | 10        | 0.583        |
| 6  | Oskarshamn Lost Boys | 24      | 8     | 16        | 0.333        |
| 7  | Skövde Saints        | 24      | 7     | 17        | 0.292        |
| 8  | Alby Stars           | 24      | 1     | 23        | 0.042        |

## Slutspel
I slutspelet deltog lagen som hamnade på plats ett till fyra i den andra omgången. Laget på första plats mötte laget på fjärde plats och laget på andra mötte det tredje, i en semifinalserie. Semifinalerna och finalerna spelades i bäst av fem matcher.

### Semifinaler
Sundbyberg – Karlskoga 3–0
| Hemmalag        | Bortalag        | Resultat |
| --------------- | --------------- | -------- |
| Sundbyberg Heat | Karlskoga Bats  | 8–1      |
| Sundbyberg Heat | Karlskoga Bats  | 7–2      |
| Karlskoga Bats  | Sundbyberg Heat | 0–9      |

Tranås – Leksand 0–3
| Hemmalag            | Bortalag            | Resultat |
| ------------------- | ------------------- | -------- |
| Tranås              | Leksand Lumberjacks | 0–13     |
| Tranås              | Leksand Lumberjacks | 1–7      |
| Leksand Lumberjacks | Tranås              | 10–0     |

### Final
Leksand – Sundbyberg 3–1
| Hemmalag            | Bortalag            | Resultat |
| ------------------- | ------------------- | -------- |
| Sundbyberg Heat     | Leksand Lumberjacks | 5–1      |
| Sundbyberg Heat     | Leksand Lumberjacks | 5–15     |
| Leksand Lumberjacks | Sundbyberg Heat     | 13–2     |
| Leksand Lumberjacks | Sundbyberg Heat     | 4–2      |

## Nedflyttningsplayoff
Ett playoff-spel spelades för att avgöra upp- och nedflyttning inför kommande säsong. Först spelades en omgång i bäst av fem matcher mellan Skövde och Alby, som kom näst sist och sist i Elitserien. Förloraren fick möta ett lag från divisionen under i bäst av fem matcher där vinnarlaget kvalificerade sig för Elitserien nästa säsong. Skövde vann med 3-0 i matcher mot Alby, som ställdes mot Göteborg i den andra omgången. Där vann Göteborg med 3-0 i matcher. Alby flyttades således ner och Göteborg flyttades upp.

### Webbkällor
- Svenska Baseboll- och Softbollförbundet, Elitserien 1963-